# Aída Denis
Aída Denis  (Boedo, Buenos Aires, Argentina, 16 de noviembre de 1918 - ibídem, 22 de junio de 1994) fue una popular cancionista, animadora y actriz argentina.

## Carrera
Hija de Rogelio y Micaela Lioi de Rodríguez, Aída Denis, nació en la calle Pavón 3476 de la Capital Federal. Fue una figura perteneciente a la generación de los años cincuenta, en la que se destacaron cancionistas de la talla de Chola Luna, Carmen Duval, Fanny Loy, María de la Fuente, Elena Lucena y Julia Vidal.
Su coloratura de voz, diferente a lo que se escuchaba en la época, con un estilo temperamental de correcta calidad interpretativa y una gran personalidad, hicieron de ella una estrella importante de la radiofonía porteña. Su registro estaba devenido en contralto.
A los 17 años, se presentó en un concurso en el que se buscaban voces femeninas, organizado por LR3 Radio Belgrano junto a la firma patrocinante, el popular polvo limpiador Puloil. El primer puesto fue para Carmen Duval y Andrés Falgás,y el segundo correspondió a Aída Denis.
Durante 1936, participó en distintos programas en Radio París. Desde 1938 a 1940, sería figura exclusiva de los micrófonos de Radio Belgrano, cuyo director artístico era Jaime Más, con el acompañamiento del conjunto de guitarras dirigido por Jaime Vila. Era presentada como la Llamarada pasional del tango. En Radio Mitre  compartió la cartelera con Aída Luz , Carmen Duval y Yola Yoli.
Se casó en 1939 con un médico que no consideró saludable ese oficio de andar cantando por ahí, por lo que se alejó de la actividad artística. Regresó en 1951 para presentarse en Radio Belgrano y, al año siguiente, en LR4 Radio Splendid, prolongando sus actuaciones en distintos programas de dicha emisora, hasta 1960.
A partir de 1960, comenzó a participar en distintos radioteatros en Radio Belgrano y, también, en Splendid. Actuó en distintas radios de Buenos Aires y de la capital uruguaya. Como cantante continuó su actividad en locales nocturnos, donde era presentada por el poeta y letrista, Roberto Giménez, con temas como La armonía y en El olmo, de Once.
Cuando los Caló vendieron un local que pasó a llamarse "La churrasquita", Denis transitó por "Caño H", "La viga", "Mano a mano", "Festival", "La gayola" y "Marabú" en el '77. En ese año también compartió escena con la orquesta de Alberto Di Paulo donde interpretó el tema Los mareados para Embassy. Grabó un total de 16 canciones.
En el mítico escenario de Caño 14, compartiendo el show con Rubén Juárez, Roberto Goyeneche y el dúo Horacio Salgán-Ubaldo De Lío.

## Discografía
- Lágrimas de sangre, de Roberto Giménez, y la milonga A mis manos con acompañamiento de la orquesta de Francisco Tropoli. Fue grabada con el sello RCA Victor en 1951. También grabó Por limosna no y A la mujer argentina, Te estaba esperando y Pasional.
- Nuestra noche y Por la vuelta.
- Para el sello H y R, los clásicos: Uno y Nostalgias.
- La Mariposa y la Muerte, con música de Armando Pontier y el escritor Leopoldo Marechal. Y fue ilustrado por Zoravco Ducmelic.
- La mujer argentina, para Magenta, junto a Nelly Omar y Elsa Rivas.
- Tres estrellas para el tango, en 1970, junto a Juan Carlos Cobos y Alfredo Dalton. Los temas fueron: Estás en Buenos Aires, Nuestro balance, Un desolado corazón de Miguel Nijensohn y Roberto Miró y En carne propia.

## Televisión
- 1957:Sábados criollos de Pancho Cárdenas, emitido por Canal 7, donde se lució como animadora y actriz. Este programa le valió un premio "Item Show".
- 1958: Audición Calle Corrientes de Roberto Gil.
- 1964: Yo te canto, Buenos Aires, conducido por Julio Jorge Nelson, por el Canal 11.
- 1965: Grandes Valores del Tango, en Canal 9.

## Filmografía
- 1956: Marta Ferrari, donde dobló a Fanny Navarro, en los tangos Yira, yira, Cartón Junac y Pero yo sé.[7]

## Vida privada
En sus inicios tuvo un romance con el cantor, actor y compositor Carlos Viván.